# Лукс (танк)
«Luchs» (нем. Luchs — рысь; полное обозначение — Panzerkampfwagen II Ausführung L «Luchs») — немецкий лёгкий танк периода Второй мировой войны, разработанный в 1940—1942 годах фирмами «Daimler-Benz» и «MAN».

## История создания
Летом 1938 года немецкие фирмы «Daimler-Benz» и «MAN» начали разработку нового разведывательного танка под индексом VK901. Данный танк позиционировался как развитие PzKpfw II, но на самом деле это была совершенно новая машина. Ходовая часть с шахматным расположением опорных катков состояла из пяти катков на один борт. На танк ставился двигатель Maybach HL 45 мощностью 150 л. с., позволявший 10,5-тонному танку развивать максимальную скорость 50 км/ч. От PzKpfw II у VK901 осталось вооружение и бронирование корпуса. В 1939 году был изготовлен прототип, и после проведения испытаний он был принят на вооружение под индексом Panzerkampfwagen II Ausführung G. С апреля 1941 по февраль 1942 года было изготовлено 12 машин, после чего производство остановили.
15 апреля 1939 года «Daimler-Benz» и «MAN» был выдан заказ на проектирование 13-тонного разведывательного танка, получившего обозначение VK1301. Конструкция танка основывалась на VK901. Главным отличием было наличие у VK1301 двухместной башни. Однако в июле 1940 года Департамент разработки и испытаний техники армейского управления вооружений подключил к программе создания 13-тонного разведывательного танка чешские фирмы «Škoda» и «BMM». В июле 1941 года фирма «MAN» изготовила шасси танка. Спустя месяц появился модернизированный вариант — VK1303. В конце января 1942 года на Куммерсдорфском полигоне начались испытания опытных образцов. «Škoda» разработала лёгкий танк Т-15, основывавшийся на LT vz.35, а «BMM» — TNH n.A., разрабатывавшийся на базе LT vz.38. По итогам первого этапа испытаний победа досталась проекту фирмы «BMM». Однако на втором этапе испытаний, проходившем в мае — июне 1942 года, победа досталась проекту «MAN». Танк был принят на вооружение вермахта под наименованием Panzerkampfwagen II Ausführung L «Luchs» (нем. Luchs — рысь).

## Производство
Производственный заказ фирме «MAN» составил 800 танков, из которых 700 должны были быть выполнены как Luchs 5 cm. Серийное производство началось в сентябре 1943 года и продолжалось до февраля 1944 года. Всего было выпущено 100 машин (№ 200101-200200). Не было произведено ни одного танка с 50-мм пушкой. Так или иначе, фирма «MAN» полностью заказ выполнить не смогла. Дело в том, что фирма оказалась загруженной производством танка «Пантера», а выпускать ещё и лёгкий разведывательный танк было уже выше сил фирмы.
| Год   | январь | февраль | март  | апрель | май   | июнь  | июль  | август | сентябрь | октябрь | ноябрь | декабрь | Всего |
| ----- | ------ | ------- | ----- | ------ | ----- | ----- | ----- | ------ | -------- | ------- | ------ | ------- | ----- |
| 1942  |        |         |       |        |       |       |       |        | 1        | 7       | 4      | 4       | 16    |
| 1943  | 3      | 7       | 5     | 10     |       | 10    | 13    | 4      | 3        | 4       | 10     | 8       | 77    |
| 1944  | 7      |         |       |        |       |       |       |        |          |         |        |         | 7     |
| Итого | Итого  | Итого   | Итого | Итого  | Итого | Итого | Итого | Итого  | Итого    | Итого   | Итого  | Итого   | 100   |

## Конструкция
Экипаж «Лухса» состоял из четырёх человек. Масса танка составляла 11,8 тонн.
На танке устанавливался шестицилиндровый карбюраторный четырёхтактный рядный двигатель жидкостного охлаждения Maybach HL 66p мощностью 180 л. с. Запуск двигателя осуществлялся посредством электростартера. Трансмиссия состояла из двухдискового фрикциона сухого трения типа «Mecano», механической синхронизированной коробки передач ZF Aphon SSG48, карданного вала и колодочных тормозов типа MAN.
Применительно к одному борту ходовая часть «Лухса» состояла из пяти обрезиненных опорных катков, диаметром 735 мм, расположенных в два ряда.

### Корпус и башня
Сварной корпус коробчатой формы имел три отделения (управления, боевое и моторное). В лобовой части корпуса располагались механик-водитель и радист. В лобовой проекции танк имел бронирование 30 мм. Бортовое бронирование корпуса составляло 20 мм, в корме было также 20 мм. Крыша и днище корпуса имели бронирование всего 10 мм.
В двухместной башне размещались командир (также исполнявший обязанности наводчика) и заряжающий. Башня отличалась большими размерами, относительно предшественников, однако командирская башенка у «Лухса» отсутствовала. В отличие от других модификаций PzKpfw II башня располагалась симметрично относительно продольной оси танка. Лобовое бронирование башни: 30 мм, орудийная маска: 30 мм. Бортовая броня составляла 20 мм, кормовая была той же толщины. Крыша башни имела бронирование 12 мм.

### Вооружение
Вооружение танка состояло из нарезной танковой 20-мм пушки KwK 38 и спаренного с ней пулемёта MG 34. Боекомплект состоял из 330 снарядов и 2250 патронов. Для стрельбы из пушки у наводчика имелся телескопический однообъективный прицел Zeiss TZF 6/38 с 2,5-кратным увеличением. Для стрельбы из пулемёта также имелся прицел — KgzF 2. Прицел для 20-мм пушки также мог использоваться для стрельбы из пулемёта. Углы вертикальной наводки составляли от −9° до +18°. Для запуска дымовых гранат на бортах башни устанавливались три мортирки NbK 39 калибра 90 мм. Ещё в ходе проектирования было понятно, что 20-мм пушка очень существенно будет ограничивать возможности танка, поэтому с апреля 1943 года было решено начать выпуск танков с 50-мм пушкой KwK 39, однако новая пушка не помещалась в башню танка. Для решения этой проблемы было принято решение о разработке новой башни, позволявшей разместить в ней 50-мм пушку. Однако серийное производство этих машин так и не было запущено.
| Патрон   | Тип           | Масса | Скорость | Наклон | 100 м | 500 м | 1000 м |
| -------- | ------------- | ----- | -------- | ------ | ----- | ----- | ------ |
| PzGr.    | бронебойный   | 148 г | 780 м/с  | 30°    | 20 мм | 14 мм | 9 мм   |
| PzGr. 40 | подкалиберный | 100 г | 1050 м/с | 30°    | 40 мм | 20 мм | /      |

### Радиостанция и приборы наблюдения
На «Лухс» ставились радиостанции FuG 12 и коротковолновые Fu.Spr.f. На крыше башни было смонтировано два перископических прибора: один устанавливался на крыше командирского люка, а другой — на крышке люка заряжающего. У него также был собственный смотровой прибор, смонтированный в правом борту башни.

## Боевое применение
Luchs должны были поступать на вооружение танковых разведывательных рот согласно штата K.St.N.1162b, утвержденного 10 января 1943 года. Состав: четыре взвода по 7 Luchs и один в управлении роты. Также в штате числилось 4 лёгких полугусеничных бронетранспортера Sd.Kfz.250/1 и 8 полугусеничных тягачей (один эвакуатор Sd.Kfz.9 и 7 Sd.Kfz.2). В войска «Луксы» начали поступать осенью 1942 года. Первой новые танки получила 2-я рота 4-го разведывательного батальона 4-й танковой дивизии. 26 сентября 1943 года роту расформировали, а оставшуюся матчасть отправили на завод для капремонта. Из него вернулись не все танки, часть была списана. Позже роту создали вновь, уже как 1-ю роту 9-го разведывательного батальона 9-й танковой дивизии. Состояния боеготовности она достигла к марту 1944 года. На сей раз в ее составе было 25 танков – 1 штабной и по 6 в каждом из 4-х взводов. На Восточный фронт эти машины не попали. Её боевое применение состоялось во Франции в июне 1944 года. Остальные собранные машины либо позже попадали в указанные подразделения на доукомплектование, либо распределялись поштучно в другие подразделения. Так, 5 танков оказалось в 4-й кавалерийской бригаде, а один к 30 декабря 1944 года числился в танковой дивизии «Герман Геринг». 
Одной из немногих операций, в которых Pz.Sp.Wg.II участвовали по-настоящему массово, стала операция «Цитадель». В её ходе к 17 августа 1943 года во 2-й танковой разведывательной роте оставалось всего 5 танков в боеспособном состоянии. К 1 сентября из 29 машин в роте в том или ином виде оставалось 10 штук. В этих соединениях «Лухсы» использовались вплоть до окончания Второй мировой войны. В некоторых частях лобовую броню танка усиливали дополнительными 20-мм бронелистами. Подобное усиление было осуществлено в 4-м разведывательном батальоне 4-й танковой дивизии.

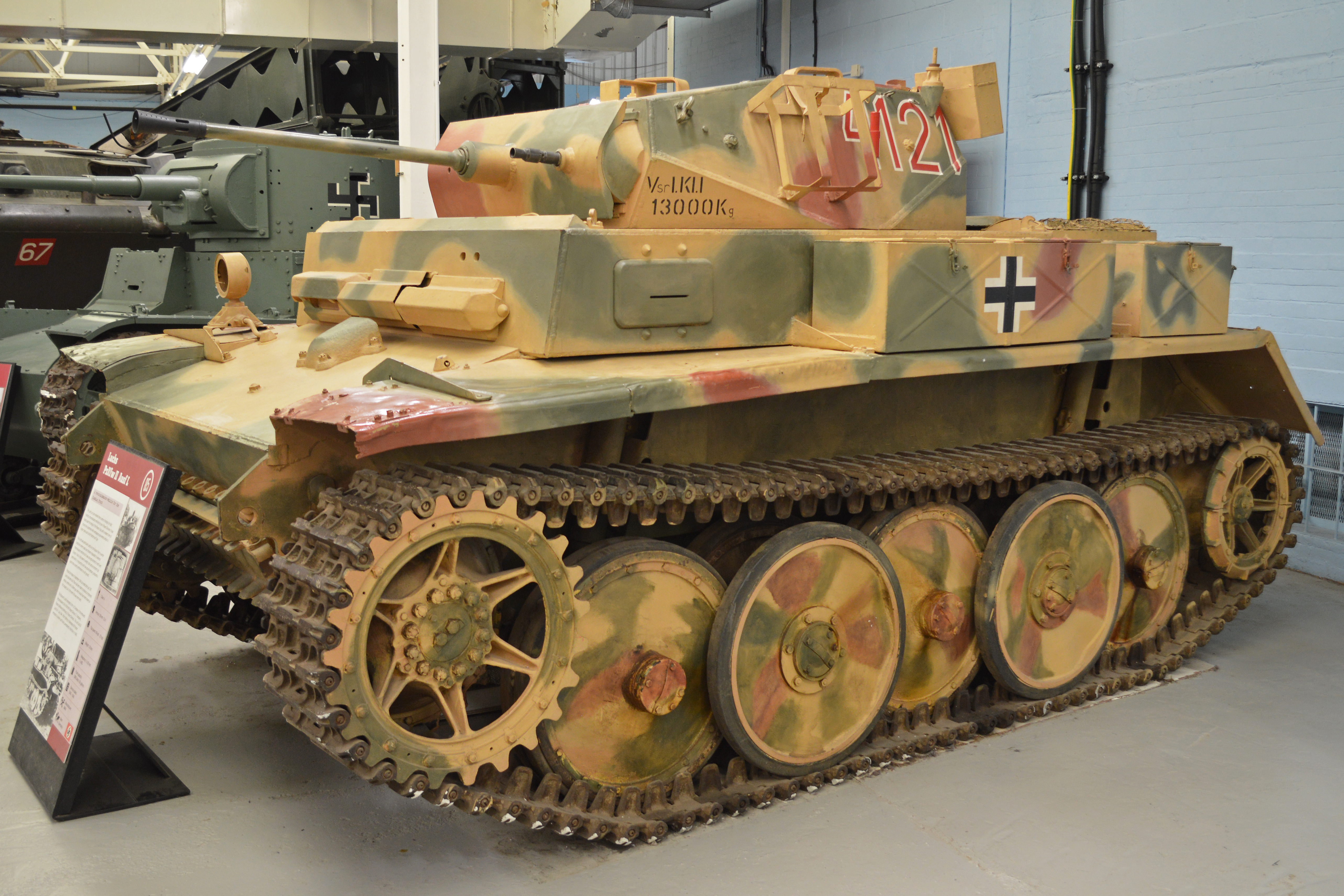
Pz. II.L в музее Бовингтон. 2016

## Сохранившиеся экземпляры
- Франция — Музей танковых войск (фр. Musée des Blindés) в Сомюре.
- Великобритания — танковый музей в Бовингтоне (англ. The Tank Museum, Bovington).